# Bothrops muriciensis
Bothrops muriciensis là một loài rắn trong họ Rắn lục. Loài này được Ferrarezzi & Freire mô tả khoa học đầu tiên năm 2001.